# Răchitașu, Vrancea
Răchitașu este un sat în comuna Andreiașu de Jos din județul Vrancea, Muntenia, România. Se află în partea centrală a județului, în Subcarpații de Curbură, pe malul stâng al Milcovului. La recensământul din 2002 avea o populație de 685 locuitori.

## Toponimie
Numele localității este format de la numele plantei răchită.